# İnhisar (district)
Inhisar is een Turks district in de provincie Bilecik en telt 3.885 inwoners (2007). Het district heeft een oppervlakte van 341,3 km².
De bevolkingsontwikkeling van het district is weergegeven in onderstaande tabel.
| 1997   | 2000  | 2007  |
| ------ | ----- | ----- |
| 10.119 | 6.661 | 3.885 |